# Acadêmicos do Butantã
A GRCSES Acadêmicos do Butantã é uma escola de samba da cidade de São Paulo,  localizada no bairro do Butantã.

## História
A agremiação foi fundada em 18 de Setembro de 2019, e no dia 05 de Outubro de 2020, em Assembleia Geral da UESP, realizada na Câmara Municipal de São Paulo, ocorreu sua filiação como escola de samba, juntamente com mais duas outras entidades carnavalescas, para disputarem o Grupo de Acesso de Bairros 3.
No seu primeiro desfile realizado no Autódromo de Interlagos, por conta das restrições impostas pela Pandemia do Novo Coronavírus, no ano de 2022, a entidade ficou na 6ª colocação no Grupo de Acesso de Bairros 3, e desfilará novamente no Grupo de Acesso de Bairros 3 para o próximo Carnaval.

## Carnavais
| Ano  | Colocação | Grupo | Enredo | Carnavalesco | Ref.              |
| ---- | --- | --- | --- | --- | ----------------- |
| 2021 | Inicialmente adiados para o mês de julho, os desfiles do Carnaval 2021 foram cancelados devido a pandemia de Covid-19. | Inicialmente adiados para o mês de julho, os desfiles do Carnaval 2021 foram cancelados devido a pandemia de Covid-19. | Inicialmente adiados para o mês de julho, os desfiles do Carnaval 2021 foram cancelados devido a pandemia de Covid-19. | Inicialmente adiados para o mês de julho, os desfiles do Carnaval 2021 foram cancelados devido a pandemia de Covid-19. | [ 3 ]             |
| 2022 | 6º Lugar | Acesso 3 de Bairros | Origem da vida... De onde viemos? Um mistério indecifrável!                                                            | Felipe Milanes | [ 4 ] [ 5 ] [ 6 ] |
| 2023 | Vice Campeã | Acesso 3 de Bairros | Cantando coisas de amor                                                                                                | Ricardo Negreiros | [ 7 ]             |
| 2024 | 3º Lugar | Acesso 2 de Bairros | Vem pro Arraiá | Rodrigo Negreiros | [ 8 ]             |